# Joseph Black
Joseph Black (Bordeaux, 16 aprile 1728 – Edimburgo, 6 dicembre 1799) è stato un chimico e medico scozzese.
A lui si deve la scoperta del calore latente, del calore specifico e dell'anidride carbonica. È stato professore di medicina all'Università di Glasgow. Ha condotto esperimenti sul vapore assieme a James Watt. Sono stati nominati in suo onore gli edifici di chimica all'Università di Edimburgo e all'Università di Glasgow.